# Гражданская война в национальных областях Бирмы

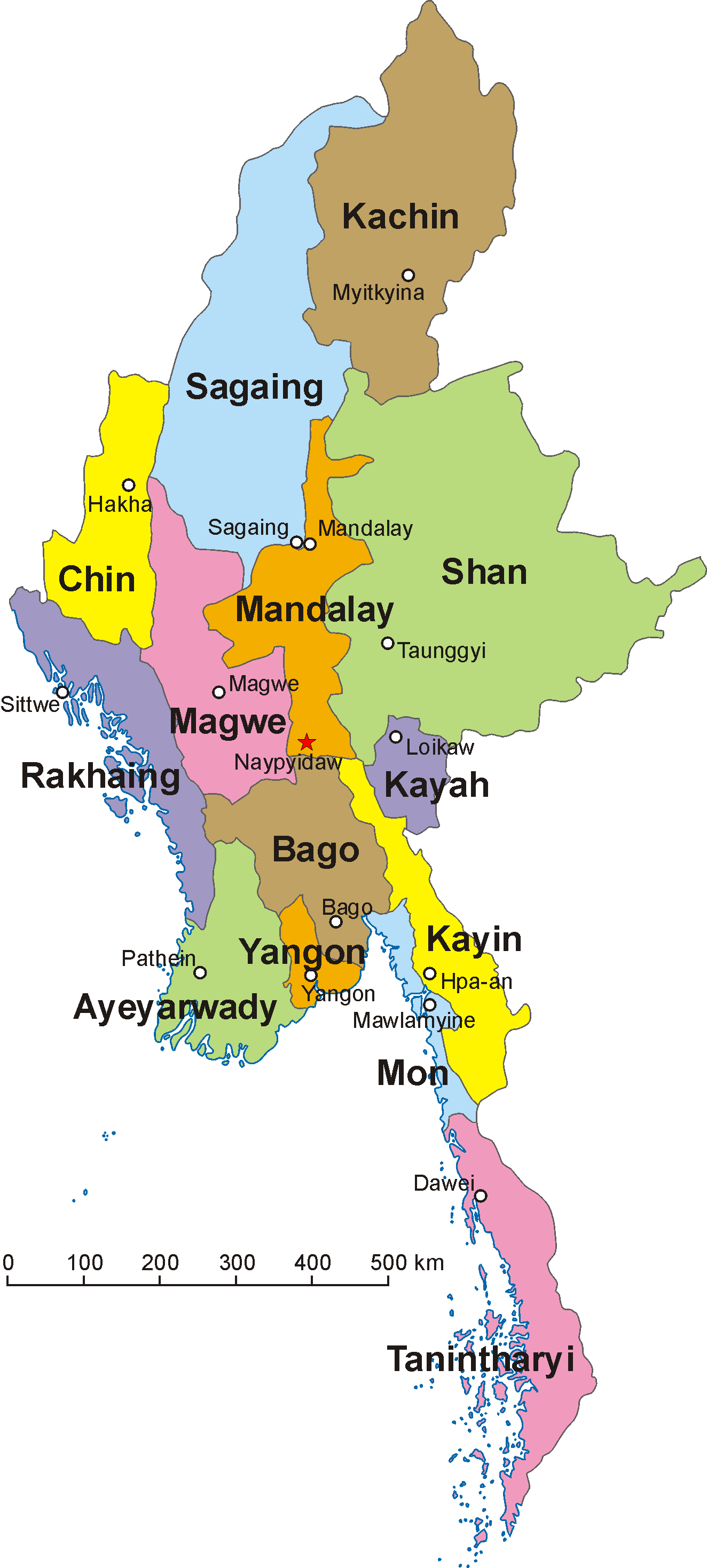
Штаты и территории Мьянмы

Гражданская война в национальных областях Бирмы — важная составная часть длительного гражданского конфликта в Бирме (см.Мьянма), охватившего страну после достижения ею  независимости от Великобритании в 1948 году.

## Причины, ход и особенности Гражданской войны на окраинах Бирмы
- Распространение товарно-денежных отношений среди окраинных народов и племен колониальной Бирмы привело к кризису их традиционного уклада жизни.
- Сохранявшая большое влияние на массы племенная верхушка окраинных народов стремилась увековечить свою власть и привилегии на новом этапе развития, простые общинники, напротив, часто были недовольны усилением эксплуатации со стороны знати.
- Под влиянием пропаганды британских колонизаторов к моменту провозглашения независимости страны (4 января 1948 года) в дезынтегрированных национальных сообществах Бирмы актуализировалась память о межнациональных конфликтах прошлого, широко распространились иллюзии о возможности обособленного существования под протекторатом бывшей метрополии.
- Радикализация настроений масс по всей стране обусловила раскол стоявшей у власти общебирманской политической коалиции Антифашистская лига народной свободы, которая объединяла социалистов, коммунистов и ряд национальных партий.
- Главным фронтом начавшейся в марте 1948 года Гражданской войны в Бирме являлась борьба между бирманцами-коммунистами и бирманцами-социалистами (этнические бирманцы составляют 2/3 населения страны); группировки национальных меньшинств (примерно 1/3 населения Бирмы) выступали на той или иной стороне конфликта, параллельно часто сражаясь между собой.
- Национальный аспект Гражданской войны в Бирме на её первом этапе (до начала 70-х годов) состоял в попытке монов и монизированных каренских племен взять реванш за поражения в монско-бирманских войнах 15 — 18 веков. Ставкой в этой борьбе было единство страны: сохранение единой Бирмы во главе с этническими бирманцами, или её распад на конгломерат полунезависимых племенных образований, группирующихся вокруг монско-каренского государства в Нижней Бирме и державы этнических бирманцев в среднем течении реки Иравади (возврат к положению 15 — начала 16 веков).
- После перелома в Гражданской войне (1968 — 1970-й годы) и поражения бирманских коммунистов — главной оппозиционной силы страны — замирение правительства Бирмы с национальными меньшинствами стало вопросом времени.
- Окончательный крах КПБ в мае 1989 года позволил центральной власти резко усилить военное и политическое давление на группировки этносепаратистов.
- Укрепление позиций правительства Бирмы, наряду с сокращением поддержки этнических повстанцев из-за границы, привело к тому, что в 70-е — 90-е годы курс на достижение полной независимости из всех сепаратистских группировок последовательно отстаивал лишь Каренский национальный союз, опиравшийся на т. н. белых, или монских, каренов. Остальные этнические сепаратисты вели (или ведут до настоящего времени) более или менее завуалированный торг с центральными властями об условиях вхождения в единое бирманское государство.
- С 19-го столетия на территории Бирмы процветала опиумная промышленность, особенно в Шане и сопредельных землях. Торговля наркотиками приносила большие доходы, давая возможность содержать хорошо вооружённые армии. Одной из важнейших причин Гражданской войны на окраинах Бирмы стала борьба отдельных группировок за контроль и сбыт опиумной продукции.
- Борьба за контроль над маковыми полями нередко выходила за рамки Бирмы, охватывая северный Таиланд и Лаос.

## Гражданское противостояние в отдельных национальных регионах Бирмы

### Чин
- Чинские племена — одни из ранних тибето-бирманских мигрантов на земле Бирмы, осевшие в горах между Иравади и Брахмапутрой, — исторически были одними из наиболее лояльных бирманским государям обитателей горных районов страны.
- Отстаивая собственную автономию, чины, тем не менее, никогда не оспаривали вхождения в состав бирманского государства. В 17-19 веках они поставляли отряды в бирманскую армию, находились в составе гвардии бирманских царей, охраняли важные крепости и переправы.
- На рубеже 40-х и 50-х годов 20 века, когда бирманская держава оказалась на грани распада во время Гражданской войны, чинские вожди снова оказали поддержку центральному правительству — предоставили в его распоряжение 15 батальонов ополчения. В обмен на эти услуги бирманское правительство до сих пор практически не вмешивалось во внутреннюю жизнь чинских племен.
- Чинский национальный штат по сей день является едва ли не самой замкнутой и полностью закрытой для посещений иностранцев территорией Бирмы.
- В то же время, деятельность христианских миссионеров в колониальный период привела к появлению среди чинов антибирманской вооруженной оппозиции — группировки Чинский Национальный Фронт (CNF) — , которая не подписывала мирных соглашений с правительством Бирмы, до сих пор продолжает с ним борьбу и блокирует индийскую границу. CNF не ведёт террористической деятельности, но пытается добиться международного признания и взаимодействует с чинскими партизанскими группировками на территории Индии и Бангладеш.

### Качин
- Родственные тибетцам (см.тибетцы) качинские племена (самоназвание «джингпо») много столетий подряд переселялись из Восточного Тибета в долину Иравади, спасаясь от кровавых тибетских междоусобиц первой половины 2-го тысячелетия нашей эры.
- Как и другие горцы, воинственные качины в 18 - 19 веках поставляли отряды в войско бирманских царей, но их связь с центральным правительством была более номинальной, чем у чинов или шанов.
- В конце 40-х годов 20 века, в обмен на сохранение на территории Качинского региона власти феодальных вождей, качины согласились поддержать в Гражданской войне официальное правительство Бирмы — выставили для его поддержки 20 000-е ополчение. Кроме того, качинские батальоны преданно сражались с мятежниками в составе бирманской армии. Однако последовавшие в 50 - 60-е годы попытки бирманских властей ликвидировать в Качинской области традиционные институты власти обусловили охлаждение отношений качинов и центра, хотя до последнего времени оно не приводило стороны к ожесточенному вооруженному противостоянию.
- Сейчас на территории штата Качин действует Организация Независимости Качина (KIO). В 90-е годы KIO подписала с властями соглашение о прекращении огня, однако она не разоружается и продолжает деятельность, связанную с выращиванием опиума и контрабандной торговлей с соседними областями Китая.
- Стремление нынешнего бирманского правительства пресечь эту деятельность KIO и взять под контроль границу с Китаем в 2011—2012 годах вызвало самый серьезный за последние десятилетия конфликт между центральной властью и качинскими сепаратистами; он усугубляется неурегулированностью условий, на каких структуры KIO могут войти в ныне формируемые общебирманские институты власти.
- Подобный торг об условиях вхождения бывших этносепаратистов в новую структуру власти и в иных случаях обуславливает продолжающиеся кое-где на окраинах Бирмы трения между правительством и группировками этнических меньшинств.

### Мон
- В эпоху Средних веков родственный кхмерам (см.кхмеры) народ монов, который издавна жил в Нижней Бирме и обладал древней развитой культурой, был главным соперником бирманцев в борьбе за господство над страной.
- Потерпев поражение в монско-бирманских войнах 15 — 18 веков, моны до прихода англичан лишь менее 100 лет находились в составе единой Бирмы, вынашивая идею возвращения своей самостоятельности.
- После достижения Бирмой в 1948 году независимости от Англии Монский Народный Фронт и Каренский Национальный Союз, опиравшийся на монизированных южных каренов, попытались переиграть результаты монско-бирманских войн 15 — 18 веков. В августе 1948 года военные крылья МНФ и КНС — Организации Защиты Монского и Каренского Народов — провозгласили курс на создание объединенного монско-каренского государства в пределах всей Нижней Бирмы. С началом каренского восстания в январе 1949 года монские отряды приняли активное участие в осаде Янгона.
- Большая часть монского населения Бирмы, однако, осталась в стороне от вооруженной борьбы за независимость — самые активные её сторонники среди монов еще в Средние века были перебиты бирманцами или бежали к соседним каренам. Смешение с монами сформировало у т. н. белых, или монских, каренов особые непримиримость и упорство в борьбе за независимость, проявленные ими в ходе Гражданской войны.
- В собственно монских регионах Бирмы ограниченную вооруженную борьбу за независимость до начала 90-х годов вел Монский Народный Фронт, преобразованный в 1962 году в Партию Нового Монского Государства. Создание генералом Не Вином в Южной Бирме Монского национального штата и провозглашение монов, наряду с бирманцами, государствообразующим народом страны (бирманское законодательство с 70-х годов не относит монов к числу национальных меньшинств) привели к отходу массы монского населения от поддержки идеи независимости. До сих пор её продолжает добиваться лишь небольшая вооруженная группировка Хантавади, действующая на юге Монской национальной области.
- В целом Монский штат сейчас является самым мирным и открытым для туристов национальным регионом Бирмы.

### Карен
- Родственные бирманцам в языковом и культурном отношении каренские племена (самоназвание «пхганьо» — «люди») относятся к первой, самой ранней, волне миграций тибето-бирманских народов со своей родовой территории в междуречье Хуанхэ и Янцзы на земли полуострова Индокитай.
- Номинально карены признавали власть средневековых монских и бирманских государей, однако практически они никому не подчинялись, совершали постоянные набеги на более развитых соседей и активно занимались работорговлей.
- В 17 — 18 веках, после победы бирманцев над монами в борьбе за господство в долине Иравади, наиболее непримиримые сторонники монской независимости бежали к соседним каренам и смешались с ними.
- С захватом в 19 столетии Бирмы англичанами, настроенная антибирмански верхушка монизированных каренов охотно восприняла христианство и превратилась в надежную опору колонизаторов.
- Проанглийски ориентированные каренские лидеры сыграли важную роль в перерастании конфликта между бирманскими коммунистами и социалистами в полномасштабную Гражданскую войну. В январе 1949 года восстание прекрасно обученных каренских батальонов бирманской армии поставило официальное правительство страны на грань гибели. Зимой 1949-го карены осадили Рангун (Янгон) и завязали уличные бои на окраинах столицы. Другая часть каренских подразделений вместе с коммунистами в апреле этого года овладела Мандалаем — вторым по величине городом страны. Мобилизация этнических бирманцев в ряды народного ополчения (Народная добровольческая организация — «Желтые повязки») и срочные поставки оружия из-за границы (в основном, из Индии) позволили правительственной армии переломить ситуацию и отстоять Янгон. В связи с рядом поражений на других фронтах и вступлением в войну на стороне правительства этнических ополчений чинов и качинов карены в мае 1949 года сняли осаду Янгона и покинули Мандалай, отступив на свою этническую территорию.
- Здесь КНС получал широкую поддержку оружием и боеприпасами с территории Таиланда, успешно отражал атаки правительственных войск и долгие десятилетия вынашивал идею создания независимого государства. Для облегчения его признания западными державами карены — единственные среди этнических мятежников — даже серьезно боролись с наркопосадками и наркоторговлей на своей территории. Окончательное поражение бирманских коммунистов — главной оппозиционной силы Бирмы — сделало надежды каренов на независимость совсем призрачными, тем более, что после военного переворота 1988 года западные державы сократили поддержку сепаратистов; на Западе все яснее стали понимать, что бирманские военные (и их главный союзник Китай) развала государства не допустят.
- В 1995 году в результате массированного наступления правительственные войска заняли столицу каренской оппозиции городок Манепло, и сторонам удалось достичь перемирия. Генерал Бо Мя — лидер КНС — ушёл в отставку, передав управление своему сыну Нердах Мя. Насколько устойчиво перемирие, можно судить по событиям 2005, когда делегация каренов вместе с генералом Бо Мя отправилась в Рангун на переговоры и была очень тепло встречена. Правительство Бирмы устроило также праздник по случаю юбилея Бо Мя. Сам генерал комментировал ситуацию так: сейчас ни правительство, ни оппозиция не могут победить друг друга, и обе стороны удовлетворены миром.
- В 2012 году КНС официально примирился с правительством и прекратил вооруженную борьбу за независимость.

### Кая
- Сохраняя древние племенные традиции каренов, возникшие в 13 веке княжества кая (восточных, или "красных"каренов) — Кантаравадди, Чьебоджи и Боулейк — издавна держались обособленно от основного массива каренских племен.
- С возникновением в 16 веке Бирманской империи каяские князья признали себя её вассалами, платили дань и поставляли воинов в армию бирманских царей.
- В ходе начавшейся в независимой Бирме Гражданской войны племена кая (известные среди бирманцев как «каренни» — «красные» карены), после убийства в августе 1948 года своего лидера князя У Би Хту, примкнули к каренским повстанцам и приняли участие в осаде Янгона зимой — весной 1949 года.
- После поражения монско-каренского восстания 1949—1950 годов каяские племена раскололись: курс на достижение независимости сохранила, при поддержке гоминьдановских интервентов, феодальная верхушка крупнейшего княжества Кантаравадди, в то время как другие каяские князья, вовлеченные в реализацию больших инфраструктурных проектов в штате Кая (строительство крупной ГЭС «Лопита», разработка вольфрамовых рудников в Мочи, и др.), стали поддерживать в Гражданской войне центральное правительство Бирмы.
- В 1957 году сторонники независимости кая сформировали партию Национальную Прогрессивную Партию Каренни (KNPP), вооруженным крылом которой является Армия Каренни (KA). Эта армия продолжает сопротивление до настоящего времени, за исключением короткого периода прекращения огня в 1995 году. Против ней выступили Новая Земельная Партия Кая (KNLP) и Фронт Национального Освобождения Каренни (KNPLF), которые заключили союз с центральным правительством Бирмы.
- В 1976 году правящие в Бирме военные предприняли акцию по насильственному переселению сторонников независимости кая, чтобы лишить поддержки отряды местных сепаратистов. По оценкам западных экспертов, депортации подверглось 50 000 мирных жителей. Тысячи человек бежали в соседний Таиланд.
- Хотя переговоры о прекращении огня с Армией Каренни(КА) регулярно возобновляются, окончательного соглашения не найдено и вооружённые столкновения то и дело возникают снова. Лояльные правительству партии кая, между тем, одобрили Конституцию 2008 года и в ноябре 2010-го приняли участие в общенациональных парламентских выборах.

### Шан
- Многочисленные племена шанов (самоназвание «тай» — «свободные») в 1-м тысячелетии н. э. составили первую, наиболее раннюю, волну миграций таеязычных народов со своей родовой территории южнее реки Янцзы на земли полуострова Индокитай.
- Сохраняя древние племенные обычаи тайских народов, шанские княжества подчеркнуто дистанцировались от соседних государств — Сукхотаи, Аютия, Лансанг, созданных в Индокитае более поздними таеязычными мигрантами. В 13 −15 веках владения шанов включали обширные земли с разноплеменным, в том числе этническим бирманским, населением и играли ведущую роль на территории современной Бирмы.
- С образованием в 16 столетии Бирманской империи шанские племена признали себя её вассалами. От бирманцев они восприняли буддийскую религию, а шанская конница составила основу кавалерии армии бирманских царей.
- После завоевания Бирмы Англией в конце 19 века колонизаторы установили в шанских регионах систему косвенного управления — законсервировали старинные порядки в 33 княжествах Шанской Федерации и укрепили в них всевластие местной крупной аристократии.
- К моменту достижения Бирмой независимости в 1948 году проанглийски настроенные крупные шанские князья-собуа, властвовавшие каждый над сотнями тысяч податного населения, добились для шанов конституционного права по прошествии 10 лет выйти из состава бирманского государства.
- Против такого развития событий выступали владетели небольших княжеств Шанской области и массы простых шанов, которых притесняли и эксплуатировали крупные шанские магнаты.
- Учитывая непопулярность крупной аристократии среди населения Шанского государства, правительство У Ну в 1952 году провело в парламенте закон об установлении в шанских княжествах власти временной военной администрации. Осенью 1952 года части бирманской правительственной армии вошли на территорию Шанской области, но вскоре натолкнулись на упорное сопротивление дружин шанских феодалов и племенных ополчений некоторых других народностей штата Шан (ва, палаунов, кокан и др.).
- Местные сепаратисты действовали при поддержке формирований армии Гоминьдана, которые в 1950 году отошли в Бирму под натиском победоносных китайских коммунистов. Использую всестороннюю помощь со стороны США, в частности, организованный ЦРУ воздушный мост с Тайваня, 12 тысяч гоминьдановцев генерала Ли Ми в союзе с местными племенными лидерами создали на бирманской территории неподконтрольную центральной власти «серую» зону наркопроизводства и наркоторговли (см.Золотой Треугольник) — плацдарм для диверсий против КНР.
- В начале 60-х годов бирманские правительственные войска вместе с частями НОАК (см.Народно-Освободительная Армия Китая) вытеснили большую часть гоминьдановцев за пределы Шанской области.
- Тем не менее, воспользовавшись скованностью основных сил правительственной армии борьбой с коммунистами в Центральной Бирме, племенные сепаратисты Шанского региона в значительной мере сохранили контроль над своими владениями.
- В мае 1989 года оттесненная к китайской границе Коммунистическая Партия Бирмы после восстания местного населения распустилась, и контроль над её территориями перешёл к Объединённой Армии Государства Ва (UWSA).
- После окончательного поражения бирманских коммунистов центральные власти Бирмы смогли усилить военное и политическое давление на наркобаронов Шанской области.
- Кроме Армии Ва — бывшей главной опоры КПБ -, среди 17 этносепаратистских группировок, действовавших на территории области Шан к началу 90-годов, особой силой и влиянием выделялись также Армия Мон-Тай (MTA), Армия Восточной Шан (ESSA) и Армия Национально-Демократического Альянса Мьянмы (MNDAA).
- В январе 1996 года бирманские правительственные войска взяли Хомонг, оплот одной из наиболее сильных группировок, и крупный наркобарон Кхун Са — лидер Армии Мон-Тай (MTA) — сдался властям вместе с 15 тысячами своих бойцов.
- Под давлением центра другие группировки этносепаратистов области Шан также заключили в 90-е годы перемирие с властями, затем сформировали политические партии и приняли участие в общебирманских парламентских выборах в ноябре 2010 года.
- Тем не менее, даже в настоящее время проблему региона Шан нельзя назвать до конца решённой — власть центрального правительства до сих пор является номинальной во многих районах Шанской области, особенно там, где массово оседают нелегальные мигранты из соседнего Китая.

### Аракан
- Родственные бирманцам в языковом и культурном отношении араканцы (самоназвание"ракхайн") относятся к одной из наиболее ранних волн миграций тибето-бирманских народов в долину реки Иравади и на побережье Индийского океана.
- В разные периоды своей истории Аракан то входил в состав бирманских царств, то существовал как независимое государство.
- Со 2-го тысячелетия нашей эры Араканская область испытывала сильное влияние мусульманских государств Индии — в 15 −17 веках буддийские правители Аракана, помимо буддийских, принимали также исламские титулы, чеканили монеты с персидскими надписями, копировали придворные обычаи индийских мусульманских государств.
- Несмотря на то, что мусульманская Бенгалия в 16 −17 веках непосредственно входила в состав Араканского царства, буддисты-ракхайнцы в Средние века практически не смешивались с мусульманами.
- Сохраняя память о былой славе независимого Аракана, часть ракхайнцев после провозглашения независимости Бирмы в 1948 году выступила в поддержку широкой политической автономии региона, которую в 50-е — 60-е годы с оружием в руках отстаивали активисты Национального Объединённого Фронта Аракана (NUFA).
- Еще большей популярностью пользовались в Аракане местные коммунисты, которые в 1948 — 1950-м годах контролировали значительную часть его территории.
- Только в начале 70-х годов, после успешной аграрной реформы генерала Не Вина и предоставления буддистам-араканцам статуса национального меньшинства, местное население отошло от поддержки вооруженной оппозиции правительству.
- Примирению араканцев с центральной властью способствовало неуклонное обострение отношений местных буддистов с мусульманским меньшинством, начавшееся еще в колониальный период.
- Со второй половины 19-го века быстрое экономическое развитие британской Бирмы привело к массовой трудовой миграции индийцев, в том числе индийских мусульман, на бирманскую территорию. Последние особенно охотно оседали в граничащем с Бенгалией Аракане, где в некоторых пограничных районах мусульмане-бенгальцы к моменту обретения Бирмой независимости составляли уже большинство населения.
- Еще в 30-е годы 20 века рост напряженности в отношениях между местными буддистами и мусульманами вылился в серию кровавых взаимных погромов, которые достигли наибольшего размаха в 1942 году, после начала японской оккупации.
- Тогда же возникло существующее по сей день движение мусульман-моджахедов за отделение районов Аракана с преимущественно мусульманским населением и образование независимого государства Аракандеш.
- Сепаратистски настроенные лидеры местных мусульман требуют предоставления им Бирмой гражданских прав и заявляют о своей принадлежности к особой народности рохинджа. После буддийско-мусульманских погромов 2012 года она была признана ООН одной из наиболее притесняемых в мире этнических групп.
- Бирманские власти считают, что такого народа не существует, поскольку араканские мусульмане говорят на диалектах бенгальского языка и в массе своей идентифицируют себя с бенгальцами.
- Проблема мусульманского меньшинства в Аракане десятилетиями усугублялась в результате постоянной инфильтрации беженцев из перенаселенной Бангладеш на бирманскую территорию, причем среди нелегальных мигрантов-бенгальцев заметную часть составляли преследуемые властями Дакки радикальные исламисты и различные криминальные элементы.
- Господствующие в мусульманских анклавах Аракана сепаратистские группировки Араканский Фронт Независимости Рохинджа и Организация Солидарности Рохинджа опираются на политическую, финансовую и информационную поддержку западных демократий и монархий Аравийского полуострова.
- На этом фоне претензии и действия араканских мусульман, которые исторически не были органическим компонентом бирманского социума, представляют собой акты агрессии мира ислама по отношению к Бирме и напрямую не связаны с гражданскими конфликтами внутри страны.

## События и современное состояние Гражданской войны в национальных областях Бирмы
- Этнические бирманцы отошли от массового участия в вооруженной борьбе с правительством еще в 70-е — 80-е годы.
- Национальные меньшинства Бирмы, потерпев ряд поражений от правительственных сил, приняли активное участие в обсуждении и принятии Конституции 2008 года, которая упорядочивает систему управления в национальных областях страны и включает вооруженные этнические формирования в состав бирманской армии.
- Примирение в январе 2012 года правительства Мьянмы с Каренским Национальным Союзом - самой мощной и непримиримой группировкой этносепаратистов - подвело черту в Гражданской войне на окраинах Бирмы.
- Сформированные в национальных регионах страны политические партии в ноябре 2010-го и в апреле 2012-го годов участвовали в выборах парламента Мьянмы и гражданских органов власти на местах.
- Невзирая на возможные в будущем отдельные конфликты и трения по поводу участия национальных меньшинств в общебирманских институтах власти, Гражданскую войну в национальных областях Бирмы (Мьянмы) в настоящий момент можно считать законченной.